# Полянка (Альметьевский район)
 Полянка  — деревня в Альметьевском районе Татарстана. Входит в состав Клементейкинского сельского поселения.

## География
Находится в юго-восточной части Татарстана на расстоянии приблизительно 31 км по прямой на запад от районного центра города Альметьевск у речки Багряжка.

## История
Основана в начале XIX века. Упоминалась также как Багряшевская Полянка и Багряшевская Слобода. Изначально здесь селились отставные солдаты. В начале XX века здесь была и церковь.

## Население
Постоянных жителей было: в 1834—390, в 1859—205, в 1889—485, в 1897—542, в 1910—694, в 1920—813, в 1926—561, в 1938—454, в 1949—386, в 1958—321, в 1970—158, в 1979 — 33, в 1989 — 4, в 2002 − 14 (русские 100 %), 13 в 2010.